# シャノン (ソフトウェア会社)
株式会社シャノン（英: SHANON Inc.）は、東京都港区に本社を置く、マーケティングソリューションをSaaSとして提供する企業。マーケティング業務、セミナーやイベントの運営に特化したクラウドアプリケーションを提供している。

## 沿革
- 2000年8月 - 設立
- 2004年12月 - 情報セキュリティマネジメントシステムBS7799（国際規格）、情報セキュリティマネジメントシステム適合性評価制度認定を取得
- 2006年1月 - セミナー運営管理ASP「スマートセミナー」を発表
- 2007年2月 - ISO 27001認証を取得
- 2008年
  - 5月 - プライバシーマーク制度認定を取得
  - 7月 - 本社を東京都港区虎ノ門に移転
  - 11月 - ASP・SaaS情報開示認定を取得
- 2010年1月 - 名刺デジタル化ASP「アスデジ」を発表
- 2011年
  - 2月 -「スマートセミナー」を改良・拡張したSaaS「シャノンマーケティングプラットフォーム」を発表
  - 11月 - アメリカのセールスフォース・ドットコム（現・セールスフォース）と資本提携契約を締結[3]
- 2012年12月 -「シャノンバーチャルイベント」を発表
- 2016年2月 - 本社を東京都港区三田に移転
- 2017年1月 - 東京証券取引所マザーズに上場
- 2025年
  - 1月 - 株式会社イノベーションが株式公開買付け等により56.71%の株式を取得し、親会社となる[4]
  - 2月 - 本社を東京都港区浜松町に移転

## 主な製品・サービス
- シャノンマーケティングプラットフォーム - 見込み客育成管理、顧客管理、セミナー・講演会運営の効率化、大規模イベント・展示会運営など、BtoBマーケティングの実施統合管理に対応したクラウドアプリケーション。
- シャノンイベントプラットフォーム - 展示会主催者と出展者のコミュニケーションに特化したクラウドアプリケーション。
- シャノンバーチャルイベント - バーチャルイベントのコンテンツ管理、開催までをスピーディかつワンストップに提供するクラウドアプリケーション。

## 受賞歴
- 第10回「デロイト トウシュ トーマツ リミテッド 日本テクノロジー Fast50」16位[5]
- 第11回「デロイト アジア太平洋地域テクノロジー Fast500」362位[6]
- 市場調査レポート「ITR Market View: マーケティング管理市場2013」[7]において、マーケティング管理分野におけるベンダー別出荷金額推移およびシェアでシャノンマーケティングプラットフォームが1位を獲得